# Robert Koch
Heinrich Hermann Robert Koch, född 11 december 1843 i Clausthal, död 27 maj 1910 i Baden, var en tysk läkare och bakteriolog.
Koch tilldelades Nobelpriset i fysiologi eller medicin 1905.
Koch upptäckte att en speciell bakterie orsakar en viss sjukdom, det vill säga att han isolerade bakterier, till exempel mjältbrand och TBC.

## Biografi
Efter gymnasiestudier i hemstaden, började Koch 1862 att studera vid universitetet i Göttingen. 1866 blev han där medicine doktor efter att ha studerat för bland annat Jakob Henle, Karl Ewald Hasse och Georg Meissner. Han praktiserade under de följande åren i Hamburg, Langenhagen, Niemegk och Rakwitz. Under fransk-tyska kriget 1870–1871 deltog Koch frivilligt som läkare och 1872 blev han distriktsläkare i Wollstein i den preussiska provinsen Posen och där stannade han fram till 1880. Vid sidan av sin verksamhet som sådan gjorde han, delvis tillsammans med Ferdinand Cohn och Julius Cohnheim, utförliga forskningar angående mjältbrandens orsak, (Zur Ätiologie des Milzbrandes, 1876). Sedan han 1878 offentliggjort sina studier rörande sårinfektionssjukdomarna (Untersuchungen über die Ätiologie der Wundinfektionskrankheiten), blev han 1880 ordinarie medlem av Reichsgesundheitsamt i Berlin. Där fortsatte han arbetet rörande mjältbranden, och omgestaltade läran om desinfektionen fullständigt. En viktig uppfinning av Koch var att odla bakterier på fasta eller stelnande odlingsmedier, vilket gjorde det möjligt att få fram renodlingar av skilda bakteriearter och på så sätt jämförelsevis lätt och säkert isolera de sjukdomsbringande mikroorganismerna ur en blandning av flera mikroorganismer. Dessutom upptäckte han tuberkelbacillen och beviset för att denna är orsaken till tuberkulosen (Beiträge zur Ätiologie der Tuberkulose, 1882).
1883 sändes Koch till Egypten och Indien som ledare av den tyska kolerakommissionen och upptäckte i samband med det kolerabacillen. Vid sin hemkomst mottog Koch 1884 en donation om 100 000 riksmark från tyska riksdagen. Samma år utnämndes Koch till preussiskt statsråd och 1885 utnämndes han till professor i hygien vid universitetet i Berlin och återupptog sin forskning på tuberkulos, särskilt i avsikt att finna ett botemedel. Vid den internationella medicinska kongressen i Berlin 1890 gjorde han ett meddelande om tuberkulinet som väckte stort uppseende och ingav förhoppningar, som tyvärr inte gick i fullbordan. Senare forskningar visade att tuberkulinet är en god hjälp för ställande av tidig diagnos på tuberkulos.
Mellan 1891 och 1904 var Koch chef för Institutet för infektionssjukdomar i Berlin och kvarstod bara som honorarprofossor vid universitetet. 1892 ledde Koch kampen mot koleraepidemin i Hamburg och 1896 kallades han till Tyska Östafrika för att där undersöka boskapspesten. Visserligen lyckades han inte upptäcka denna sjukdoms smittämne, men han fann i stället ett medel att göra djuren oemottagliga för detsamma. Därpå följde Kochs undersökningar om pesten hos människan, om surrasjukdomen som förekommer bland nötkreatur och hästar i tropikerna samt om texasfebern. Koch samlade också rika erfarenheter angående malarian, och kort efter sin hemkomst från den förra resan sändes Koch som chef för en malaria-expedition till Italien, Java och Nya Guinea. Där kunde han bland annat bekräfta riktigheten av Ronald Ross resultat om sättet för sjukdomens överförande samt vann åtskilliga nya, praktiskt betydelsefulla resultat.
Koch blev ledamot 1885 av Vetenskaps- och vitterhetssamhället i Göteborg, 1893 av svenska Vetenskapsakademien och 1894 av Vetenskapssocieteten i Uppsala.

## Eftermäle
Asteroiden 10847 Koch är uppkallad efter honom.